# أزمات الكفاف

أزمة الكفاف يمكن تعريفها بأنها وضع متطرف، حيث تتعرض سبل العيش الأساسية للخطر. وقعت في فرنسا أزمة الكفاف بسبب الزيادة السريعة في التعداد السكاني من 23 مليون في عام 1715 إلى 28 مليون في عام 1789 ،. أزمة الكفاف هي أزمة ناجمة عن عوامل اقتصادية (ارتفاع أسعار المواد الغذائية عمومًا) ، والتي بالمقابل قد تكون ناتجة عن عوامل اما طبيعية أو من صنع الإنسان،  والتي تهدد الموارد الغذائية وسبل البقاء لأعداد كبيرة من الناس ( تعتبر مجاعة إذا كانت شديدة للغاية وستهدر أعداد كبيرة من أرواح البشر). يمكن اعتبار أزمة الكفاف أزمة حقيقية إذا كانت مرئية في البيانات الديموغرافية _ السكانية
تشكلت فكرة أزمة الكفاف لأول مرة في فرنسا من قبل موفيرت عام 1946 ، واشتهرت بشكل كبير عن طريق جوبيرت في عام 1960 من خلال دراسته المؤثرة في بوفيه. ولقد تم صياغة نظرية أزمات الكفاف في شكلها المعاصر لأول مرة من قبل موفيرت في عام 1946. وكمؤرخ اقتصادي ومتخصص في تاريخ السعر، فوجئ موفيرت بتزامن ارتفاع الأسعار وزيادة عدد الوفيات في منطقة جيين في 1709- 10 . تلي ذلك قيامه بطرح مشكلة طبيعة الأزمات الديموغرافية _ السكانية بشكل مؤقت في البداية، ومنذ اعتقداده بأنها محاولة يائسة للتمييز الإحصائي بين الظواهر المرتبطة ارتباطًا وثيقًا ببعضها، وتحديدا الوفيات التي حدثت خلال المجاعات البسيطة (الجوع) ؛ الوفيات الناجمة عن المرض، على الرغم من أنها تعزى إلى سوء يالتغذية ؛ ومعدل الوفيات بسبب العدوى، والذي سيرتبط بدوره بالندرة التي ساعدت على إفراز الأمراض ونشرها من خلال هجرة الفقراء المتسولين.